# Belforte Monferrato
Belforte Monferrato (piemontiul: Belfòrt, helyi nyelvjárásban: Balfòrte) település Olaszországban, Piemont régióban, Alessandria megyében. Lakosainak száma 498 fő (2023. január 1.). Belforte Monferrato Ovada, Rossiglione és Tagliolo Monferrato községekkel határos.

## Népesség
A település népességének változása:
| Lakosok száma | 519  | 506  | 498  |
|               | 2017 | 2018 | 2023 |